# Абдиков, Толен
Толен Абдиков (каз. Төлен Әбдік; род. 4 сентября 1942, Джангельдинский район, Костанайской области) — казахский писатель. Народный писатель Казахстана (2023), лауреат Государственной премии Республики Казахстан (2004). Заслуженный деятель Республики Казахстан (2002).

## Биография
Родился 4 сентября 1942 года в ауле Енбек Джангельдинского района Костанайской области. Происходит из племени Кыпшак Среднего жуза.
В 1965 году окончил Казахский государственный университет.
С 1965 по 1970 год работал литературным сотрудником газеты «Қазақстан пионері» (ныне «Ұлан»).
С 1970 по 1977 год — заведующий отделом, заместитель главного редактора альманаха «Жалын». В 1977—1979 годах главный редактор киностудии «Казахфильм».
С 1976 по 1986 год был заведующим сектором литературного отдела Центрального комитета коммунистической партии Казахстана, главным редактором газеты «Қазақ әдебиеті».
В 1994 помощник Президента Республики Казахстан. С 1997 заместитель заведующего отделом внутренней политики в администрации Президента Республики Казахстан.

## Творчество
Первый рассказ Абдикова «Райхан» опубликован в сборнике рассказов молодых писателей «Таңғы шық» («Утренняя роса», 1964). Вышли в свет сборники рассказов и повестей «Көкжиек» («Горизонт», 1969), «Күзгі жапырақтар» («Осенние листья», 1971), «Ақиқат» («Истина», 1971), «Айтылмаған ақиқат» («Невысказанная истина», 1980), роман «Өліара» («Равноденствие», 1985), посвящённый, годам коллективизации в Казахстане. Отдельные рассказы и повести Абдикова переведены на русский язык и опубликованы в сборнике «Истина» (1980, 1981). Переведённые Абдиковым на казахский язык древнегреческие сказания и мифы изданы отдельной книгой «Эллада ерлері» (1977).

## Награды и звания
- 2002 год — почётное звание «Заслуженный деятель Республики Казахстан» (за большой вклад в развитие отечественной литературы)[2]
- 2003 год — лауреаты премии им. Франца Кафка
- 2004 год — Государственная премия Республики Казахстана (За повесть «Парасат майданы»)[3]
- 2013 год — Орден Парасат (за выдающийся вклад в развитие отечественной литературы)
- 2019 год — Орден «Барыс» 1 степени за особые заслуги в развитии национальной литературы из рук президента в Акорде.[4]
- 2023 (24 октября) — присвоено почетное звание «Народный писатель Казахстана»;[5]